# Rumegies
Rumegies là một xã ở tỉnh Nord ở miền bắc nước Pháp. Xã này có diện tích 7,71 kilômét vuông, dân số năm 1999 là 1402 người. Xã nằm ở khu vực có độ cao trung bình 32 mét trên mực nước biển. 